# Гуджранвала
Гуджранвала (урду گوجرانوالہ‎, англ. Gujranwala, в.-пандж. گوجرانوالہ) — город и административный центр одноимённого округа, расположенный в пакистанской провинции Пенджаб.

## Географическое положение
Город расположен на Великом колёсном пути, который связывает Гуджранвалу с другими провинциальными столицами — Лахором и Пешаваром. Центр города располагается на высоте 249 м над уровнем моря.

## Демография
Население города по годам:
| 1961    | 1972    | 1981    | 1998      | 2012      |
| ------- | ------- | ------- | --------- | --------- |
| 196 154 | 418 247 | 658 753 | 1 132 509 | 1 466 063 |

## Экономика
Гуджранвала известен своим производством сахарного тростника, дынь и зерна на экспорт. Также здесь существуют несколько коммерческих и промышленных центров, развито производство керамики, железных сейфов, металлической посуды, текстиля, кожевенное производство.